# 巴勃罗·阿尔梅罗
巴勃罗·埃斯蒂费·阿尔梅罗（Pablo Estifer Armero，1986年11月2日—）是一名哥伦比亚足球运动员，司职后卫。

## 俱乐部生涯
2004年，阿尔梅罗在哥伦比亚球队卡利美洲开始职业足球生涯。2009年初，他转会加盟巴西足球甲级联赛球队帕尔梅拉斯，并成为球队的主力左后卫2009年7月，他射进加盟球队的首个进球，帮助帕尔梅拉斯4比1击败瑙蒂科。2010年7月，阿尔梅罗在签订预备合同后几乎已经确定加盟意大利足球甲级联赛球队帕尔马，不过由于帕尔马没有非欧盟球员的名额，转会最终被取消。
2010年8月28日，阿尔梅罗转会加盟另一支意甲球队乌迪内斯。他在球队担任主力左翼卫，在2010/11赛季帮助球队获得联赛第三名并晋级到欧洲冠军联赛。
2013年1月9日，那不勒斯宣布租借阿尔梅罗半个赛季，并在租借期满后可以有买断的选项。他在下半赛季出场15次，帮助球队获得联赛亚军。2013年夏季，那不勒斯启用合同的买断条款，正式签入阿尔梅罗。
2014年1月31日，阿尔梅罗被租借到英格兰足球超级联赛球队西汉姆联至2013/14赛季结束。

## 国家队生涯
2003年，阿尔梅罗曾入选哥伦比亚17岁以下国家足球队参加世界U17足球锦标赛。
2008年，他在哥伦比亚5比2击败委内瑞拉的比赛首次代表成年国家队出场。2013年3月22日，他在2014年世界盃外圍賽哥伦比亚对阵玻利维亚的比赛中射进在国家队的首个进球，帮助哥伦比亚5比0击败对手。